# 薛君度
薛君度（1922年—2016年6月9日），原名炯裳，男，广东广州人，美籍华裔历史学家、国际关系学家，曾任欧美同学会海外名誉副会长。

## 家庭
妻子黄德华，岳父黄兴。